# Parafia św. Wincentego à Paulo w Cleve
Parafia św. Wincentego à Paulo w Cleve – parafia rzymskokatolicka, należąca do diecezji Port Pirie, erygowana w 1962 roku.
Parafia w Cleve w 1962 roku została wydzielona z terenu parafii w Port Lincoln.
Teren parafii obejmuje głównie obszary rolnicze. Miasteczko Cowell, w tym pobliskim Arno Bay, to nadmorskie miasteczko, znane z turystyki i rybołówstwa. 
Parafia na swoim terytorium posiada cztery kościoły używane regularnie: 
- Kościół św. Wincentego à Paulo w Cleve,
- Kościół Najświętszej Maryi Panny Gwiazdy Morza w Cowell,
- Kościół Najświętszego Serca Jezusowego w Kimba,
- Kościół św. Anny w Wudinna,

oraz Kościół św. Patryka w Kyancutta, używany bardzo sporadycznie.